# Alsophila (vlinder)
Alsophila is een geslacht uit de familie van de Geometridae, de spanners. Dit geslacht kent een opvallend geslachtsdimorfisme doordat de wijfjes sterk gereduceerde vleugels hebben en niet kunnen vliegen. De mannetjes hebben een wat driehoekige vorm, doordat zij in rust de vleugels deels over elkaar heen houden. De vlinders vliegen in de late herfst of het vroege voorjaar.

## Soorten
In Europa komen twee soorten voor, die beide ook in Nederland en België bekend zijn:
- Voorjaarsboomspanner, Alsophila aescularia (Denis & Schiffermüller, 1775)
- Najaarsboomspanner, Alsophila aceraria (Denis & Schiffermüller, 1775)

Andere soorten uit het holarctisch gebied zijn:
- Alsophila bulawski Beljaev, 1996
- Alsophila foedata Inoue, 1944
- Alsophila inouei Nakajima, 1989
- Alsophila japonensis Warren, 1894
- Alsophila maditata Felder, 1875
- Alsophila murinaria Beljaev, 1996
- Alsophila pometaria Harris, 1841 - deze soort is wijdverbreid in Noord-Amerika
- Alsophila vladimiri Viidalepp, 1986
- Alsophila yanagitai Nakajima, 1995